# Rodolfo Bellini
Rodolfo Bellini (Figline di Prato, 20 gennaio 1939 – Viareggio, 14 novembre 2006) è stato un pilota automobilistico italiano.
Ha iniziato la carriera nel 1974 con la Scuderia Kinzica (Pisa) e ha vinto il Campionato di Formula Italia nel 1978 e nel 1979.